# کلیسای جامع گلاسگو
کلیسای جامع گلاسگو (انگلیسی: Glasgow Cathedral) یا کرک (=چرچ، کلیسا) عالی گلاسگو یا کلیسای جامع سنت مانگو کهن‌ترین کلیسا در خاک میهنی اسکاتلند و یکی از قدیمی‌ترین بناهای گلاسگو است. از زمان اصلاحات پروتستانی اسکاتلند این کلیسا در مالکیت عامه قرار دارد و امروزه مالک آن سازمان محیط تاریخی اسکاتلند است. معماری آن از شاخص‌ترین نمونه‌های شیوهٔ معماری گوتیک در اسکاتلند است و یکی از معدود کلیساها قرون وسطی در اسکاتلند است که از اصلاحات پروتستانی اسکاتلند سالم مانده‌است. دانشگاه گلاسگو در ابتدا در این کلیسا تأسیس شد ولی پس از ۱۴۶۰ میلادی نقل مکان کرد. جیمز چهارم اسکاتلند معاهده صلح پایدار با انگلستان را در ۱۰ دسامبر ۱۵۰۲ در این کلیسا امضا کرد.